# جيف بنت
جيف بنت (بالإنجليزية: Geoff Bent)‏ (27 سبتمبر 1932 بسالفورد في المملكة المتحدة - 6 فبراير 1958 بميونخ في ألمانيا) هو لاعب كرة قدم بريطاني في مركزي الظهير والدفاع. لعب مع مانشستر يونايتد.

## وصلات خارجية
- جيف بنت على موقع قاعدة بيانات كرة القدم.إي يو (الإنجليزية)
- جيف بنت على موقع عالم كرة القدم.نت (الإنجليزية)